# おいら宇宙の探鉱夫
『おいら宇宙の探鉱夫』（おいらうちゅうのたんこうふ）は、1994年発売のケイエスエス製作のOVA。全6話の予定だったが、2話で打ち切りとなっている。タイトル表記は「炭坑夫」「炭鉱夫」と誤記されることが多い。

## 各話タイトル
- 第1話「118,000ミリセコンドの悪夢」
- 第2話「デストロイ&エクソダス」
- 第3話「大気圏突入」（未制作）
- 第4話「ファシズム」（未制作）
- 第5話「凶星ハレー」（未制作）
- 第6話「トータチス1B9-6」（未制作）

## スタッフ
- 原作：フォースマン・ランチフィールド
- 監督：飯田馬之介
- 脚本：早坂律子、飯田つとむ
- 作画監督：川元利浩
- キャラクターデザイン：川元利浩
- メカニックデザイン：今掛勇、ムーチョス・メカヒノス
- メカニック作画監督：津野田勝敏
- 美術監督：谷口淳一
- 色彩設計：片山由美子
- 撮影監督：森下成一
- 録音演出：若林和弘
- 編集：瀬山武司
- 音楽：川井憲次
- 主題歌：「おいら宇宙の探鉱夫節」（作詞：KAN CHAN、作曲：川井憲次、歌：立木文彦）
- アニメーション制作：トライアングルスタッフ
- 製作：ケイエスエス

## キャスト
- 南部牛若：山口勝平
- 河原町フキ/タコロー：日髙のり子
- 南部光三郎：大塚明夫
- 南部由美子：一城みゆ希
- 新川：上田祐司
- 金部長：辻村真人
- 安藤係長：京田尚子
- 上村：鹿島灘之
- 女医：折笠愛
- 野田教官：土師孝也
- オペレーターの女性(A)：三幣香代
- オペレーターの男性(B)：小形満

## 備考
- 原作者の「フォースマン・ランチフィールド」、脚本の「飯田つとむ」、主題歌作詞の「KAN CHAN」は、いずれも監督の飯田馬之介の別名義。
- メカニックデザインの「ムーチョス・メカヒノス」は、前田真宏の別名義。

## 映像ソフト
- VHS 1994年11月11日発売[2]
- レーザーディスク
  - 1巻 1994年11月11日発売[3]
  - 2巻 1995年7月21日発売[4]
- DVD 2006年11月発売[5][6]
- Blu-ray 2023年2月24日発売[7]
  - 第3話以降の構想が書かれたライナーノーツを封入[7]。

## 放送局
| 放送地域 | 放送局 | 放送期間               | 放送時間                                                           |
| -------- | ------ | ---------------------- | ------------------------------------------------------------------ |
| 日本全域 | AT-X   | 2008年9月1日 - 9月12日 | 1日、9日 9:00-9:30、20:00-20:30 4日、12日 14:00-14:30、24:00-24:30 |